# バレーボールベトナム男子代表
バレーボールベトナム男子代表は、バレーボールの国際大会で編成されるベトナムの男子バレーボールナショナルチームである。

## 歴史
1961年に国際バレーボール連盟へ加盟。近年強化が進められているチームの1つで、東南アジア競技大会の2007年大会では女子代表とともに銀メダルを獲得している。アジア選手権は2000年代後半から参戦し、第13回大会の2005年アジア選手権に初出場。2009年の第15回大会で12位と健闘し、2010年1月付のFIVBランキングを85位から61位へ上昇させた。

## 過去の成績

### オリンピックの成績
- 出場なし

### 世界選手権の成績
- 出場なし

### アジア選手権の成績
- 2005年 - 12位
- 2007年 - 15位
- 2009年 - 12位